# Manoir de Trévelin
Le manoir de Trévelin est un édifice situé à Cléguérec en France.

## Localisation
Le manoir est situé sur le territoire de la commune de Cléguérec, au lieu-dit Trévelin, dans le département du Morbihan en région Bretagne.

## Description
Le manoir date des XVIIe et XVIIIe siècles , édifice dans une cour ouverte, à un étage de comble, élévation ordonnancée en pierre de taille de granite et de schiste.  Puits en schiste portant des sculptures en demi-relief (la Samaritaine au puits) ; logis daté 1726, écuries figurant sur le cadastre de 1836 détruites. Toiture à longs pans couverte d'ardoises. Escalier demi-hors-œuvre ; escalier à vis sans jour ; escalier de distribution extérieur ; escalier droit.

## Historique
Le manoir est inscrit à l'inventaire général du patrimoine culturel en 1986.